# Valentín Gayarre
Valentín Gayarre y Arregui (Roncal, 1870-Roncal, 1938) fue un político español, destacado miembro del Partido Liberal en Navarra durante la Restauración.

## Biografía
Nacido en 1870 en la localidad navarra de Roncal. Miembro del Partido Liberal, fue elegido diputado a Cortes por el distrito de Aoiz en las elecciones de 1896, 1898 y 1899, Gayarre, que en 1902 sustituyó al diputado por el distrito de Málaga José Gutiérrez Abascal y 1906 sustituyó al diputado por el distrito almeriense de Purchena Feliciano Navarro Ramírez de Arellano, fue elegido diputado liberal por el distrito oscense de Jaca en 1910.
Ejerció de senador por la provincia de Navarra entre 1916 y 1923. Falleció en Roncal en 1938.
Era sobrino del tenor Julián Gayarre.